# Gedenkstätte Plötzensee

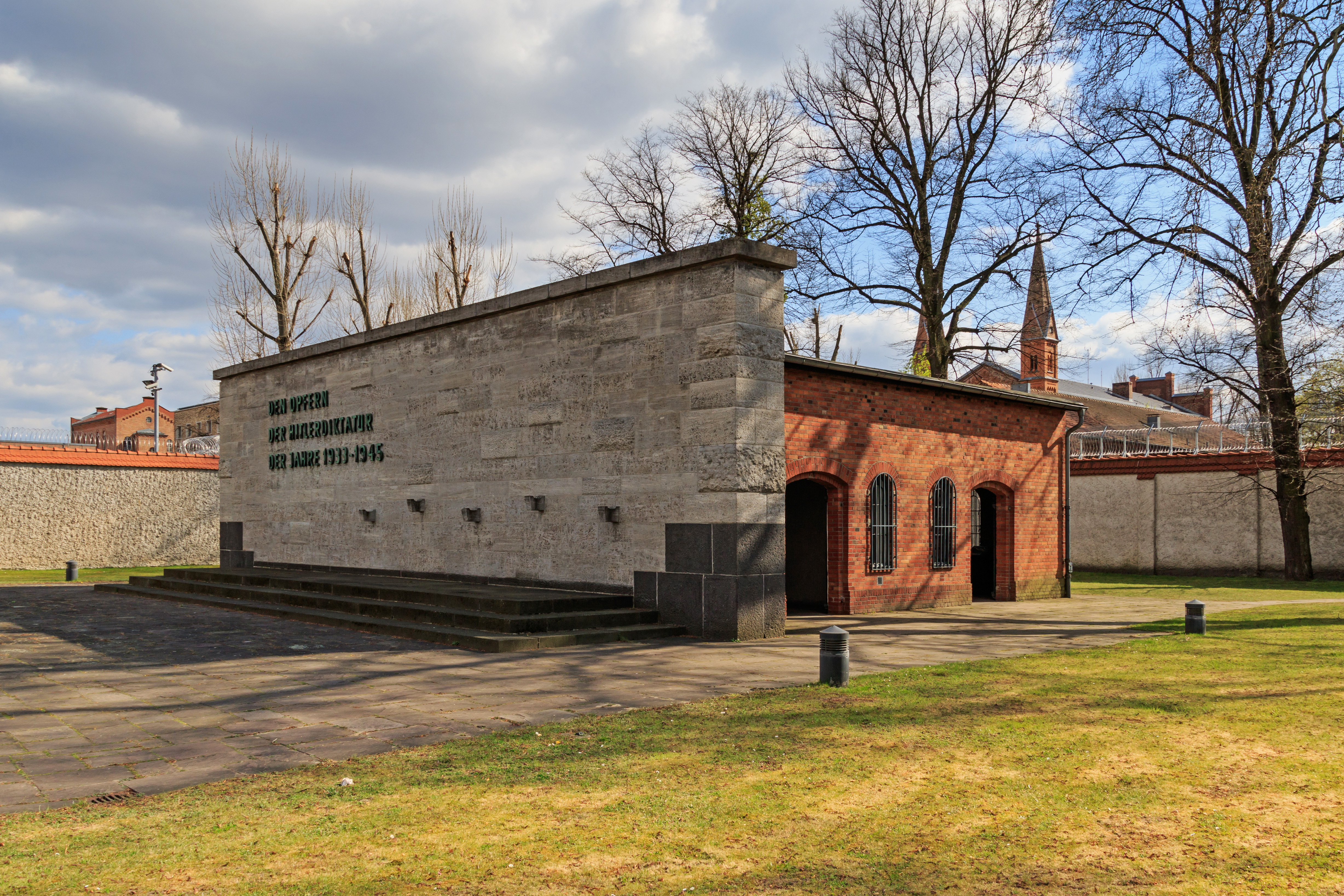
Innenhof der Gedenkstätte Plötzensee: links das Mauerstück mit Gedenkinschrift, rechts der ehemalige Hinrichtungsschuppen

Die Gedenkstätte Plötzensee (ⓘ) erinnert an die Opfer des Nationalsozialismus im Strafgefängnis Berlin-Plötzensee. Sie befindet sich in der ehemaligen Hinrichtungsstätte am Rande der heutigen Justizvollzugsanstalt Plötzensee in der Berliner Ortslage Plötzensee des Ortsteils Charlottenburg-Nord (Bezirk Charlottenburg-Wilmersdorf) und wurde 1952 vom Land Berlin eingeweiht.

## Geschichte

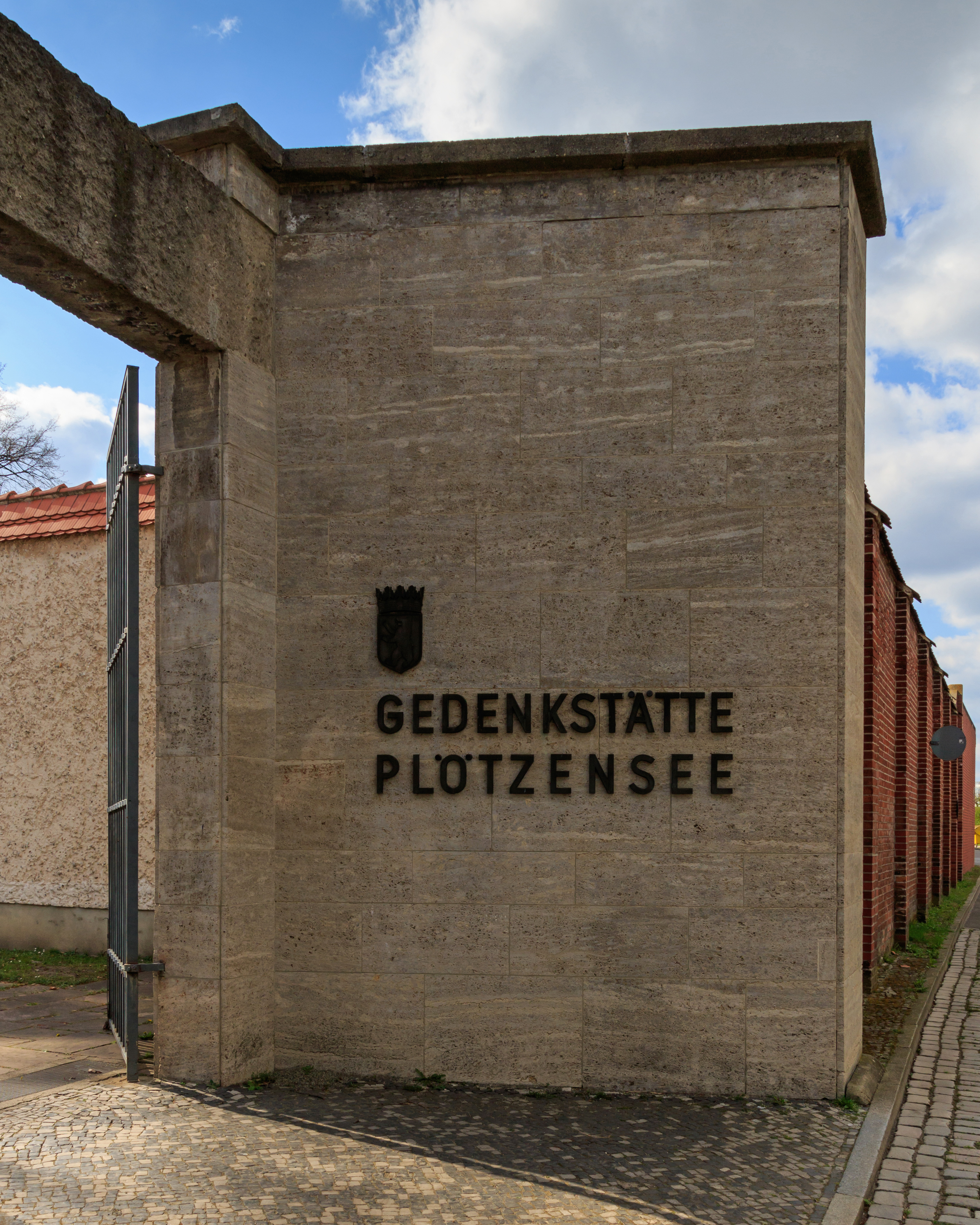
Portal der Gedenkstätte

Das Gefängnis Plötzensee wurde von 1868 bis 1879 auf einem Gelände des Gutsbezirks Plötzensee errichtet, das sich im Eigentum des königlichen Forstfiskus’ befand. Mit der Bildung der Gemeinde Groß-Berlin 1920 wurde das Areal dem damaligen Berliner Bezirk Charlottenburg zugeordnet.

### Zeit des Nationalsozialismus
In der Zeit des Nationalsozialismus wurden im Strafgefängnis nicht nur Freiheitsstrafen vollzogen, sondern es diente (zusammen mit der Strafanstalt Brandenburg-Görden) auch als „zentrale Hinrichtungsstätte für den Vollstreckungsbezirk IV“. Hinrichtungen in Plötzensee erfolgten zunächst mit dem Handbeil auf dem Gefängnishof, mit Einführung der Guillotine wurde eine gemauerte frühere Arbeitsbaracke am Rande des Gefängnisareals für den Vollzug der Todesstrafe adaptiert. Besonders die vom Berliner Kammergericht und die vom 1934 errichteten „Volksgerichtshof“ zum Tode Verurteilten wurden hier hingerichtet; verantwortlicher Scharfrichter war von 1942 bis 1945 Wilhelm Röttger.
Plötzensee wurde außerdem als Untersuchungshaftanstalt des „Volksgerichtshofs“ und anderer politischer Sondergerichte genutzt. Während des Zweiten Weltkriegs wurden in Plötzensee zudem zahlreiche ausländische Zwangsarbeiter inhaftiert; fast die Hälfte der in Plötzensee Hingerichteten stammte nicht aus Deutschland.
In der Zeit des Nationalsozialismus wurden im Gefängnis Plötzensee weit über 2800 Todesurteile vollstreckt, unter anderem an Mitgliedern der „Roten Kapelle“, Teilnehmern des gescheiterten Umsturzversuchs vom 20. Juli 1944 und an Mitgliedern des „Kreisauer Kreises“. Darunter waren auch über 300 Frauen, die zur Hinrichtung aus dem Frauengefängnis Barnimstraße nach Plötzensee überführt wurden, und etwa 100 Kriegsdienstverweigerer aus den Reihen der Zeugen Jehovas.
Hinrichtungen in Plötzensee erfolgten zunächst mit dem Handbeil auf dem Gefängnishof. Am 14. Oktober 1936 ordnete Adolf Hitler an, dass die Todesstrafe im Deutschen Reich ausschließlich mit der Guillotine vollstreckt werden sollte. Aus der Strafanstalt Bruchsal wurde daraufhin 1937 eine Guillotine nach Plötzensee geschafft und in einer gemauerten früheren Arbeitsbaracke am Rande des Gefängnisareals aufgestellt.

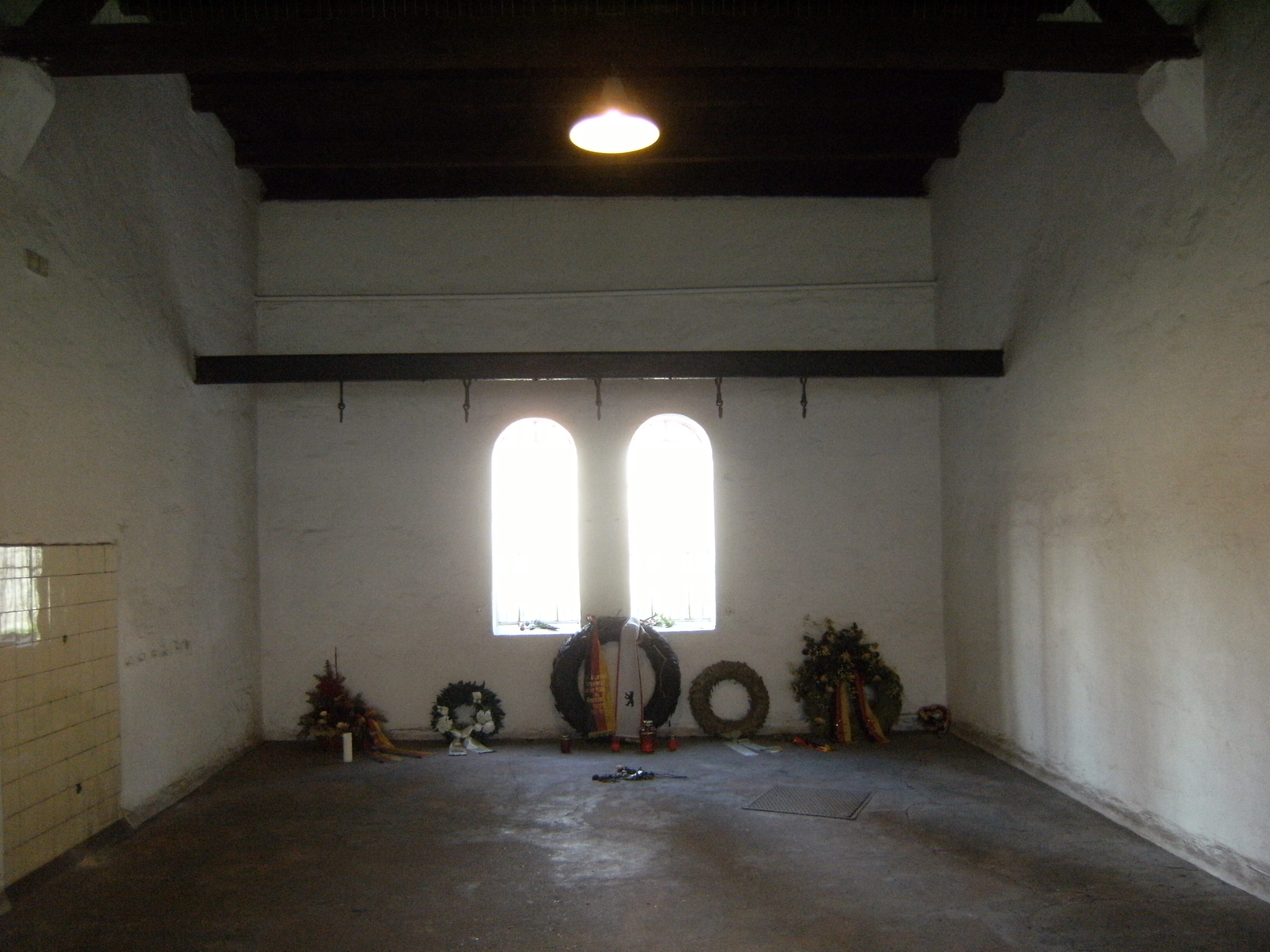
Hinrichtungsstätte mit Eisenschiene zum Vollzug der Todesstrafe durch Erhängen, an der Wand ein Gedenkkranz des Landes Berlin

Durch das Gesetz über Verhängung und Vollzug der Todesstrafe vom 29. März 1933 wurde neben der Enthauptung auch die Methode des Hängens wieder zugelassen, welche aus Sicht der Nationalsozialisten besonders unehrenhaft war, doch wurde sie bis Ende 1942 im Kerngebiet des Deutschen Reiches nicht angewandt. Im Dezember 1942 wurden die führenden Mitglieder des „Schulze-Boysen/Harnack-Kreises“  auf Befehl Hitlers jedoch erhängt, worauf in Deutschland wieder regelmäßig Exekutionen auf diese Art durchgeführt wurden (z. B. nach dem 20. Juli 1944). Im Zusammenhang mit den zu erwartenden Todesurteilen wurde am 15. Dezember 1942 in der Hinrichtungsstätte des Gefängnisses Plötzensee eine Eisenschiene mit Fleischerhaken angebracht, an der acht Opfer gleichzeitig erhängt werden konnten. Bis Mitte 1943 wurden Vorkehrungen zum Vollzug der Todesstrafe durch Hängen auch in nahezu allen anderen zentralen Hinrichtungsstätten  getroffen. Der Galgen wurde dabei zumeist im selben Raum wie das Fallbeilgerät installiert. Am 22. Dezember 1942 wurden Harro Schulze-Boysen um 19:05 Uhr und Arvid Harnack um 19:10 Uhr als Erste im Gefängnis Plötzensee gehängt.
Während des Krieges gab es 310 Luftangriffe der Alliierten auf Berlin. Die Guillotine im Gefängnis Plötzensee wurde vermutlich in der Nacht auf den 4. September 1943 bei einem alliierten Luftangriff beschädigt und daher für einige Zeit nicht mehr benutzt.
Plötzenseer Blutnächte

Bei dem Bombenangriff wurde ein Teil der Strafanstalt schwer beschädigt; vier zum Tode Verurteilte konnten fliehen. Aus diesem Anlass ordnete der Staatssekretär im Reichsjustizministerium Curt Rothenberger die sofortige Vollstreckung aller Todesurteile an, um „Platz zu schaffen“. In den Nächten vom 7. bis zum 12. September 1943 wurden in den sogenannten Plötzenseer Blutnächten über 250 Häftlinge aus verschiedenen Ländern gehängt. Durch fehlerhafte Telefonübermittlung befanden sich darunter auch sechs Insassen, deren Urteilsvollstreckung überhaupt nicht angeordnet war. Der evangelische Gefängnisseelsorger Harald Poelchau berichtete darüber:

„Mit Einbruch der Dunkelheit am 7. September begann der Massenmord. Die Nacht war kalt. Ab und zu wurde die Dunkelheit durch Bombeneinschläge erhellt. Die Strahlen der Scheinwerfer tanzten über den Himmel. Die Männer waren in mehreren Gliedern hintereinander angetreten. Sie standen da, zunächst ungewiß, was mit ihnen geschehen sollte. Dann begriffen sie. Immer je acht Mann wurden namentlich aufgerufen und abgeführt. Die Zurückbleibenden verharrten fast bewegungslos. Nur hin und wieder ein Flüstern mit mir und mit meinem katholischen Amtsbruder Peter Buchholz […]
 Einmal unterbrachen die Henker ihre Arbeit, weil Bomben in der Nähe krachend niedersausten. Die schon angetretenen fünf mal acht Mann mußten für eine Weile wieder in ihre Zellen eingeschlossen werden. Dann ging das Morden weiter. Alle diese Männer wurden gehängt. […] Die Hinrichtungen mußten bei Kerzenlicht durchgeführt werden, da das elektrische Licht ausgesetzt hatte. Erst in der Morgenfrühe, um acht Uhr, stellten die erschöpften Henker ihre Tätigkeit ein, um sie am Abend mit frischen Kräften aufnehmen zu können.“

Rothenberger wurde im Nürnberger Juristenprozess am 4. Dezember 1947 zu sieben Jahren Zuchthaus verurteilt, kam aber im August 1950 wieder frei.

### Gedenkstätte nach 1945
Der Hinrichtungsschuppen wurde 1951 zum Teil abgerissen; an der Stelle des abgetragenen Gebäudeteils steht heute eine Mauer aus Bruchsteinen. Der Hinrichtungsbalken mit heute fünf statt der damaligen acht Fleischerhaken ist noch vorhanden, der Estrich unter dem Träger verläuft mit einem leichten Gefälle in Richtung der Mitte des Raumes. Dort befindet sich ein Bodenablauf, in den die Körperausscheidungen der Opfer gespült wurden, die sie im Todeskampf verloren hatten.

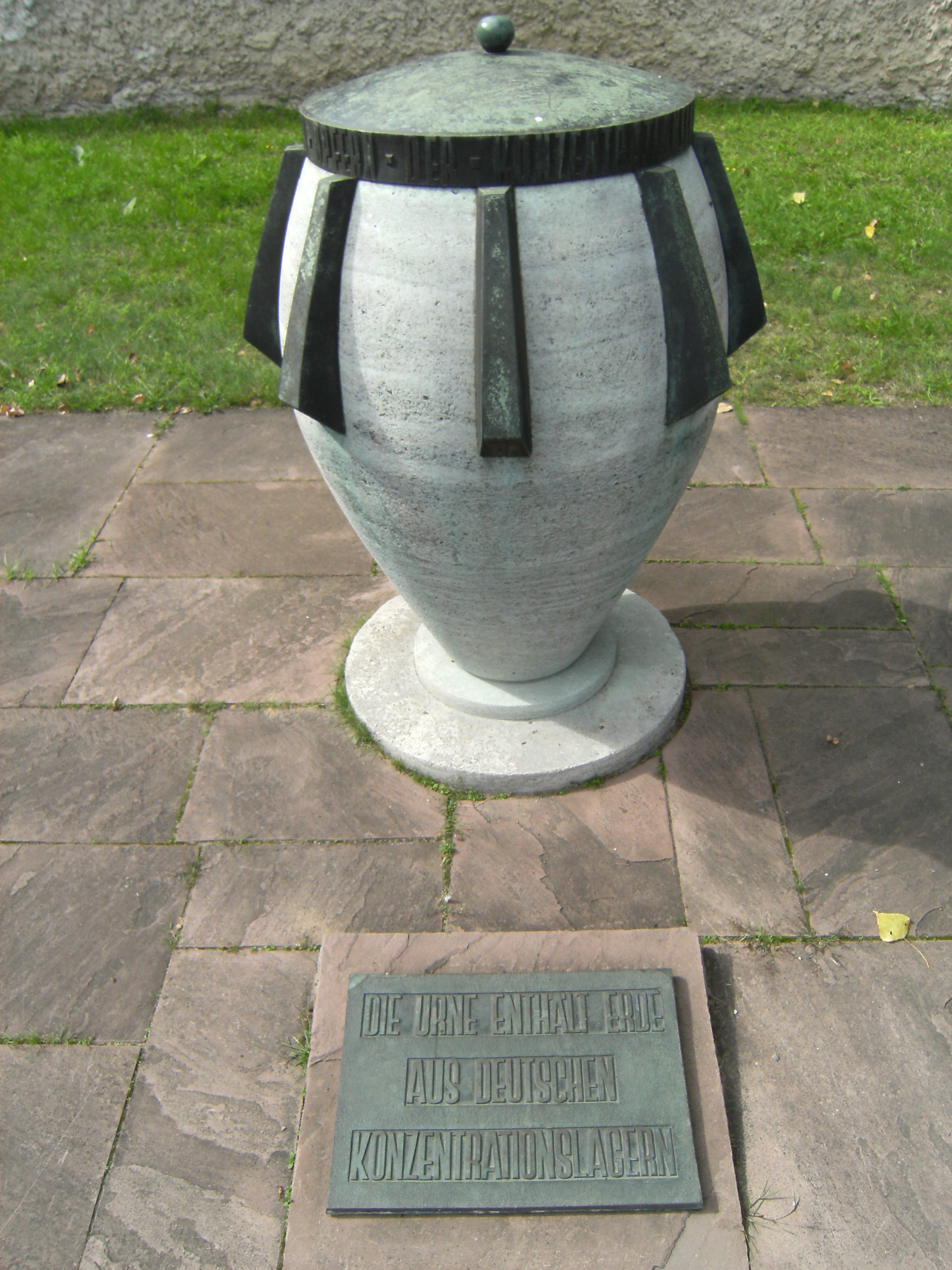
Urne mit Erde aus Konzentrationslagern auf dem Gelände

Die zur Gedenkstätte führende Straße, der Hüttigpfad, wurde nach Richard Hüttig (1908–1934) benannt, einem am 14. Juni 1934 in Plötzensee hingerichteten Opfer des Charlottenburger Widerstands. In den Wohngebieten, die nach dem Zweiten Weltkrieg in Charlottenburg-Nord neu errichtet wurden, tragen zahlreiche Straßen die Namen von hingerichteten Mitgliedern des Widerstands gegen den Nationalsozialismus.
2011 thematisierte der Tagesspiegel die Frage, ob das Konzept der Gedenkstätte gerechtfertigt sei, allen in der Hinrichtungsstätte Plötzensee ermordeten Personen auf gleiche Weise zu gedenken. Das führe nämlich dazu, dass neben Widerstandskämpfern auch Schwerkrimineller ehrend gedacht werde, darunter sogar eines Mörders, der am 29. März 1944 wegen eines „Raubmordes an Juden“ hingerichtet wurde.
Johannes Tuchel, der Leiter der Gedenkstätte, machte hingegen deutlich, dass es der Auftrag der Gedenkstätte sei, „die Namen aller Opfer der NS-Justiz zusammenzutragen, die in Plötzensee hingerichtet wurden, ungeachtet der Tat, die sie begangen haben.“

## Bekannte Opfer
Zu den Personen, die in Plötzensee hingerichtet wurden, gehören:
- Marianne Baum, hingerichtet am 18. August 1942 als Widerstandskämpferin[13]
- Conrad Blenkle, hingerichtet am 20. Januar 1943, KPD-Reichstagsabgeordneter, Widerstandskämpfer
- Eugen Bolz, hingerichtet am 23. Januar 1945, württembergischer Staatspräsident
- Cato Bontjes van Beek, hingerichtet am 5. August 1943, gehörte zum Kreis der „Roten Kapelle“
- Alfred Delp, hingerichtet am 2. Februar 1945, Jesuit und Mitglied des „Kreisauer Kreises“
- Benita von Falkenhayn, hingerichtet am 18. Februar 1935, Spionin für Polen
- Carl Friedrich Goerdeler, Beteiligter am Attentat vom 20. Juli 1944
- Gebrüder Götze, Kriminellen-Duo
- Arvid Harnack, gehörte zum Kreis der „Roten Kapelle“
- Helmuth Hübener, jüngster Hingerichteter vom 27. Oktober 1942, verfasste Flugblätter gegen den Nationalsozialismus; „Vierergruppe Hamburg“
- Karlrobert Kreiten, Pianist, durch Freundin der Mutter denunziert, wegen Feindbegünstigung und Wehrkraftzersetzung verurteilt
- Bernhard Letterhaus, Beteiligter am Attentat vom 20. Juli 1944
- Wilhelm Leuschner, Beteiligter am Attentat vom 20. Juli 1944
- Hans Otfried von Linstow, Beteiligter am Attentat vom 20. Juli 1944
- Ferdinand von Lüninck, Beteiligter am Attentat vom 20. Juli 1944
- Rudolf Graf von Marogna-Redwitz, Beteiligter am Attentat vom 20. Juli 1944
- Helmuth James Graf von Moltke, Widerstandskämpfer, Mitbegründer des „Kreisauer Kreises“
- Adolf Reichwein, Beteiligter am Attentat vom 20. Juli 1944 und Mitglied des „Kreisauer Kreises“
- Wilhelm Ricken, designierter Generaldirektor des RWE, von Vorstandskollegen wegen „Wehrkraftzersetzung“ denunziert
- Fritz-Dietlof von der Schulenburg, Beteiligter am Attentat vom 20. Juli 1944
- Harro Schulze-Boysen, gehörte zum Kreis der „Roten Kapelle“
- Ulrich Wilhelm Graf Schwerin von Schwanenfeld, Beteiligter am Attentat vom 20. Juli 1944
- Berthold Schenk Graf von Stauffenberg, Beteiligter am Attentat vom 20. Juli 1944
- Helmuth Stieff, Beteiligter am Attentat vom 20. Juli 1944
- Carl-Heinrich von Stülpnagel, Beteiligter am Attentat vom 20. Juli 1944
- Maria Terwiel, gehörte zum Kreis der „Roten Kapelle“
- Elisabeth von Thadden, gehörte dem „Solf-Kreis“ an
- Fritz Thiele, Beteiligter am Attentat vom 20. Juli 1944
- Adam von Trott zu Solz, Beteiligter am Attentat vom 20. Juli 1944
- Peter Yorck von Wartenburg, Beteiligter am Attentat vom 20. Juli 1944
- Erwin von Witzleben, Beteiligter am Attentat vom 20. Juli 1944

## Trägerschaft
Die Gedenkstätte Plötzensee wird getragen von der Stiftung Gedenkstätte Deutscher Widerstand. Diese unterhält an ihrem Sitz im Bendlerblock in der Stauffenbergstraße (Berlin-Tiergarten) eine Gedenkstätte zur Geschichte des Attentats vom 20. Juli 1944 und seit 1989 eine Gedenkstätte, die die ganzen Breite und Vielfalt des deutschen Widerstandes darstellt sowie eine Spezialbibliothek zur NS-Geschichte.

## Kirchliche Gedenkorte
In Erinnerung an die in Plötzensee inhaftierten und ermordeten Opfer der nationalsozialistischen Gewaltherrschaft, darunter auch viele Angehörige kirchlicher Widerstandsbewegungen, errichteten die beiden Amtskirchen zwei Gedenkkirchen nördlich der Paul-Hertz-Siedlung:
- am Heckerdamm 230 die römisch-katholische Kirche Maria Regina Martyrum, 1960–1963 von Hans Schädel und Friedrich Ebert erbaut, mit dem Karmel Regina Martyrum.
- am Heckerdamm 226 das Evangelische Gemeindezentrum Plötzensee, 1968–1970 von Dietmar Grötzebach, Gerd Neumann und Günter Plessow erbaut, darin der Plötzenseer Totentanz von Alfred Hrdlicka.

Auch die evangelische Sühne-Christi-Kirche in der Toeplerstraße 1 (eingeweiht im Oktober 1964) hat durch ihre Gedenkmauer den Charakter eines Erinnerungsortes.

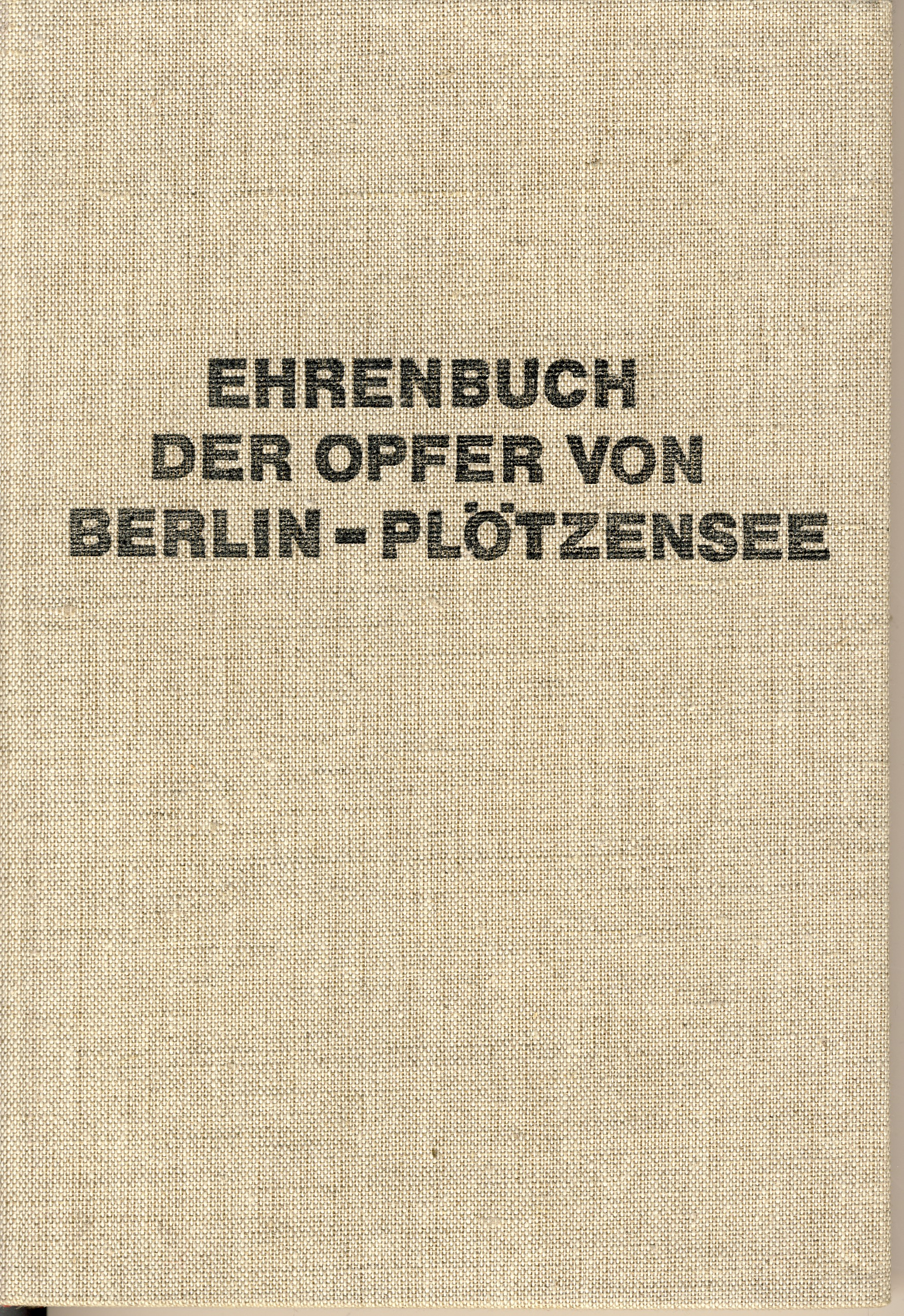
Von der VVN West-Berlin im Jahr 1974 herausgegebene Namensdokumentation

Zusammen mit der Gedenkstätte Plötzensee sind die Kirchen Stationen auf dem 2018 realisierten Pfad der Erinnerung.